# Acizzia hollisi
Acizzia hollisi är en insektsart som beskrevs av Burckhardt 1981. Acizzia hollisi ingår i släktet Acizzia och familjen rundbladloppor. Inga underarter finns listade i Catalogue of Life.